# ArcaOS
ArcaOS es un sistema operativo basado en OS/2, desarrollado y comercializado por Arca Noae, LLC bajo licencia de IBM.
Su nombre en clave fue Blue Lion durante su desarrollo. Se basa en OS/2 Warp 4.52 al agregar soporte para nuevo hardware, reparar defectos y limitaciones en el sistema operativo e incluir nuevas aplicaciones y herramientas. Está dirigido a usuarios profesionales que necesitan ejecutar sus aplicaciones OS/2 en hardware nuevo, así como a usuarios personales de OS/2.
Al igual que OS/2 Warp, ArcaOS es un sistema operativo de 32 bits para un solo usuario, multiprocesamiento, multitarea preventiva para la arquitectura x86. Es compatible tanto con hardware físico como con hipervisores de máquinas virtuales.